# Picot de les Bermudes
El picot de les Bermudes (Colaptes oceanicus) és un ocell extint de la família dels pícids (Picidae) que habitava les illes Bermudes. Si bé només han estat trobat fòssils del Plistocè tardà, algunes cites d'alguns exploradors, fan pensar que van sobreviure fins l'època de la colonització europea.